# کاشتانکا
«کاشتانکا» (به روسی: Каштанка) داستان کوتاهی از نویسندهٔ روس، آنتون چخوف است. این داستان نخستین بار در سال ۱۸۸۷ میلادی منتشر شده است.

## تاریخچه

### تاریخچهٔ نگارش
چخوف در زمان نوشتن «کاشتانکا» به‌تازگی از نویسنده‌ای گمنام به شهرتی دست یافته بود. پیش از ۱۸۸۶ میلادی او مجبور بود برای تأمین هزینه‌های خانواده‌اش به نوشتن مطالب طنز بپردازد.
چخوف در نامه‌ای به تاریخ ۲۱ ژانویهٔ ۱۹۰۰ میلادی برای رئیس بخش تربیت «انجمن آموزگاران»، روسالیمو، دربارهٔ «کاشتانکا» چنین نوشته است: «آن چیزهایی از کارهایم که به درد بچه‌ها می‌خورد، دو داستان از زندگی سگ است، آن‌ها را با پست سفارشی برایتان می‌فرستم. به‌نظرم می‌رسد که چیز دیگری در این زمینه ندارم. … کلاً نمی‌توانم برای بچه‌ها بنویسم. … به اصطلاح ادبیات کودکان را دوست ندارم و قبولش هم ندارم. همان چیزهایی را که به درد بزرگ‌ترها می‌خورد باید به بچه‌ها داد. اندرسون و گوگول را بچه‌ها هم مثل بزرگ‌ترها با علاقه می‌خوانند. نباید برای بچه‌ها نوشت، بلکه باید از میان آن آثاری که برای بزرگ‌ترها نوشته شده است، چیزهایی برای بچه‌ها انتخاب نمود … توانایی انتخاب دارو و تعیین مقدارش بهتر و درست‌تر است تا این که سعی شود برای مریض، فقط به‌خاطر این که او بچه است یک داروی مخصوص بسازیم.»

### تاریخچهٔ ترجمه
«کاشتانکا» نخستین بار در سال ۱۳۳۷ خورشیدی توسط عبدالرحمن علوی با نام «سگ ولگرد» به فارسی ترجمه شده است. ترجمهٔ آلمانی آن در سال ۱۹۰۳ توسط فورنوف انجام شده است.

## خلاصهٔ داستان
کاشتانکا سگی ماده است که صاحب نجار و الکلی خود را گم می‌کند. اندکی بعد مردی سیرک‌دار او را یافته و از او نگه‌داری می‌کند. صاحب جدید کاشتانکا او را تتکا نامیده و برای نمایش آماده‌اش می‌کند. درست در شب نمایش صاحب پیشین کاشتانکا همراه با پسرش در میان تماشاچیان حضور داشته و او را صدا می‌کنند. کاشتانکا بی‌درنگ به سوی صاحب پیشین خود می‌دود. داستان در حالی که کاشتانکا صاحب پیشین خود را دنبال می‌کند پایان می‌یابد.

## نقدها
اگرچه «کاشتانکا» دارای فضایی تیره است ولی به‌عنوان نمونه‌ای از ادبیات کودکان ارائه شده است. تاکنون از روی آن پویانمایی‌هایی نیز ساخته شده است.
برخی از منتقدان داستان کوتاه «سگ ولگرد» صادق هدایت را تأثیر پذیرفته از «کاشتانکا» می‌دانند. با وجود آنکه پایان خوش کاشتانکا و پایان غم‌انگیز «سگ ولگرد» نشان‌دهندهٔ جهان‌بینی متفاوت هدایت و چخوف است.